# México y los mexicanos
México y los mexicanos es una obra de Carl Christian Sartorius e ilustrado por Johann Moritz Rugendas, publicada en 1855. Es parte de las obras consideradas costumbristas, y muestra distintas escenas de la vida cotidiana del país. Una de las motivaciones del autor de realizar esta obra fue la hecha por Alexander Von Humboldt.
Sartorius narró las condiciones de vida en muchos de los ámbitos sociales de ciudades como la de México, Córdoba y Jalapa. Como otros viajeros, visitó también los sitios en donde se hacía ciencia en México. Por su parte Rugendas realizó una copiosa producción de pinturas, dibujos y esquemas, cerca de 1400, de los cuales solo 18 de incluyeron en el libro de Sartorius.